# Clematis fulvicoma
Clematis fulvicoma là một loài thực vật có hoa trong họ Mao lương. Loài này được Rehder & E.H.Wilson mô tả khoa học đầu tiên năm 1913.